# Bruno Sivilotti
Silvio Sivilotti Pidutti (* Ragogna, 26 de agosto de 1936-Madrid, 27 de enero de 1982). Fue un ciclista italiano, profesional entre 1956 y 1969, cuyo mayor éxito deportivo lo logró en la Vuelta a España donde, en la edición de 1966, obtuvo 1 victoria de etapa y lideró la clasificación general durante una jornada.

## Palmarés
| 1956 - Carrera de los seis días de Buenos Aíres - Carrera de los seis días de Río de Janeiro 1957 - Carrera de los seis días de Sao Paulo 1959 - Apertura de Buenos Aíres | 1964 - 1 etapa en la Vuelta a Andalucía 1966 - 1 etapa en la Vuelta a España - 1 etapa en la Vuelta a Andalucía |